# Seryjny morderca

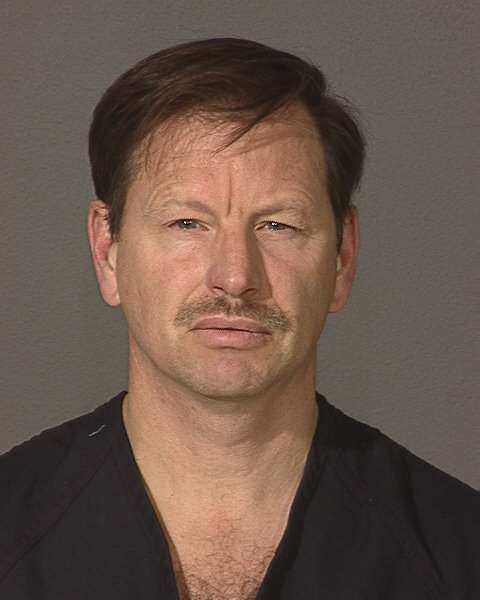
Gary Ridgway, jeden z najbardziej krwawych amerykańskich seryjnych morderców

Seryjny morderca – określenie opisujące osobę, która dopuściła się trzech lub więcej morderstw w oddzielnych epizodach.
Seryjne zabójstwo jest popełniane w wyniku patologii charakteru, np. dla patologicznej żądzy zupełnego panowania nad ofiarą. Odróżnia to seryjnych morderców od np. zabójców na zlecenie, którzy zabijają w celu osiągnięcia korzyści majątkowych, albo terrorystów o motywach politycznych lub ideologicznych.

## Pochodzenie nazwy
Jako pierwszego znanego nam seryjnego mordercę można wskazać Kubę Rozpruwacza, lub też Henry'ego Howarda Holmesa, natomiast jako pierwszego seryjnego mordercę na ziemiach polskich można wskazać Karla Denke. 
Termin ten prawdopodobnie został użyty po raz pierwszy w artykule prasowym w wydaniu London Daily Post z 9 listopada 1888 r. w związku z Morderstwami na Whitechapel. 
W 1927 roku nieznany holenderski dziennikarz napisał recenzję filmu „The Coming of Amos” (1925) w gazecie Algemeen Handelsblad. Film opowiada o australijskim poganiaczu owiec, który zakochuje się w rosyjskiej księżniczce, której adoratorzy są mordowani. W artykule morderca został opisany jako „serie-moordenaar”, co oznacza seryjnego mordercę. 
Ernst Gennat, detektyw niemieckiej policji, po raz pierwszy użył terminu „seryjny morderca” w takim samym znaczeniu, jakie ma dzisiaj, już w 1930 roku. W latach 1913–1929 pracował nad sprawami dotyczącymi niesławnych seryjnych morderców Petera Kürtena i Fritza Haarmanna, ale także zrewolucjonizował policyjną pracę detektywistyczną, opracował coś, co dziś nazywamy „profilowaniem” i założył pierwszy wydział zabójstw. W publikacji „Die Düsseldorfer Sexualverbrechen” z 1930 r. na temat Petera Kürtena użył on terminu „Serienmörder”, który bezpośrednio tłumaczy się jako „seryjny morderca”, ale ogólnie jest tłumaczony jako „seryjny zabójca”. 
Termin „seryjne morderstwo” zostaje użyty w książce „The Complete Detective: The Life and Strange and Exciting Cases of Raymond Schindler, Master Detective” autorstwa Richarda Hughesa z 1950 roku. Rozdział drugi tejże książki zatytułowany jest „Seryjny morderca” i opowiada o Arthurze Warrenie Waite, który otruł dwie osoby w 1916 roku. Ale ten podwójny morderca tak naprawdę nie pasuje do współczesnej definicji seryjnego mordercy.
Według Petera Wronsky'ego termin seryjny morderca mógł zostać wymyślony przez agenta FBI z Jednostki Nauki Behawioralnych (obecnie Jednostki ds. Analiz Behawioralnych) Roberta Resslera, który twierdzi, że uważał, iż termin „nieznajome zabójstwa” jest niewłaściwy, ponieważ nie wszystkie ofiary seryjnych morderców były nieznajome. Ressler twierdzi, że w 1974 roku wykładał w Anglii w Bramshill, brytyjskiej akademii policyjnej, gdzie usłyszał opis niektórych przestępstw jako serii - serii gwałtów, podpaleń, włamań lub morderstw.
Użycie terminu „seryjne morderstwo” i „seryjny morderca” ma miejsce w 1966 r. w książce Johna Brophy'ego "The Meaning of Murder".
Według Ann Rule, terminu tego używał już na początku roku 1980 detektyw Los Angeles Police Department Pierce Brooks - twórca Programu Ścigania Brutalnych Przestępców (Vi-CAP).

## Wielokrotni mordercy
Dzięki temu terminowi kryminolodzy mogą odróżniać tych, którzy zabijają kilkoro ludzi w obrębie dłuższego czasu, od tych, którzy zabijają kilkoro ludzi podczas pojedynczego wydarzenia (np. masowego morderstwa). Trzecim typem wielokrotnego mordercy jest tzw. spree killer, czyli „szalony morderca”. Wielokrotnym mordercą może więc być:
- seryjny morderca – osoba, która popełniła co najmniej 3 zabójstwa w dłuższym czasie z przerwami między nimi. W czasie tych przerw mordercy wydają się całkiem normalni. Stan taki amerykańscy psychologowie Hervey Cleckley i Robert Hare nazwali „maską zdrowego umysłu” (ang. „The Mask of Sanity”). W tym wypadku dodatkowo mogą, lecz nie muszą występować przestępstwa na tle seksualnym.
- masowy morderca – osoba, która popełnia wielokrotne zabójstwa w pojedynczym wydarzeniu i w jednym miejscu. Mordercy z tej grupy często popełniają samobójstwo, dlatego wiedza na temat stanu ich psychiki i przyczyn dokonania przestępstwa często jest tylko spekulowana. Masowi mordercy, którzy zostali ujęci przez policję, twierdzą czasami, że nie pamiętają dobrze całego zdarzenia.
- szalony morderca – dokonuje wielokrotnych zabójstw w różnych miejscach, w czasie od kilku godzin do kilku dni. W przeciwieństwie do seryjnych morderców, szaleni mordercy nie powracają do normalnego zachowania między zbrodniami.

Tego typu zbrodni zwykle dopuszczają się pojedyncze osoby, jednak znane są przypadki ze wszystkich trzech kategorii, gdy dwóch (lub więcej) sprawców działało razem. Przykładem takiej sytuacji jest sprawa seryjnych morderców Lee Boyd Malvo i Johna Muhammada, odpowiedzialnych za dokonanie ataków snajperskich z okolic miasta Waszyngton.

## Przeciętny seryjny morderca
Seryjni mordercy są, według danych statystycznych policji, białymi mężczyznami (95%) między 25. a 35. rokiem życia, różnych orientacji seksualnych. Tego typu statystyki prowadzi się głównie w krajach zamieszkiwanych przede wszystkim przez ludność pochodzenia europejskiego oraz nie notuje się w nich wydarzeń uznanych za porachunki mafijne i zabójstwa na zlecenie. Także kobiety rzadko występują w tych statystykach. Wyjątkami są np. Aileen Wuornos, Myra Hindley i Elżbieta Batory.
Według badań przeprowadzonych przez FBI na 36 wielokrotnych mordercach większość z nich była dziećmi pierworodnymi. W rodzinach połowy z nich matka wychowywała syna samotnie od jego drugiego roku życia. W 70% rodzin nadużywano alkoholu, a w około 35% także narkotyków. Prawie wszyscy badani byli w dzieciństwie prześladowani fizycznie, psychicznie lub seksualnie. Wielokrotni mordercy jako dzieci znęcali się nad zwierzętami, przynajmniej 60% moczyło się w nocy nawet po ukończeniu dwunastego roku życia, a wielu podkładało ogień (np. Otis Toole podpalił dom sąsiada, a Carl Panzram poprawczak, w którym przebywał). Tylko 20% morderców miało stałą pracę.

## Typologia seryjnych morderców
Według modelu przyjętego przez Federalne Biuro Śledcze, seryjnych morderców można podzielić na dwa typy:
- Typ zorganizowany - m.in. planuje morderstwo, cechuje go wysoki poziom inteligencji, jest dojrzały społecznie, personalizuje ofiarę, transportuje ciało ofiary, prowadzi kontrolowaną rozmowę z ofiarą, broń/dowody często nieobecne.
- Typ zdezorganizowany - m.in. morderstwo jest spontaniczne, posiada przeciętny poziom inteligencji, jest niedojrzały społecznie, depersonalizuje ofiarę, ciało ofiary pozostawia na miejscu zbrodni, minimalna rozmowa z ofiarą, broń/dowody często obecne.

Według modelu Roberta Keppela i Roberta Waltera, wśród seryjnych morderców można wyróżnić następujące typy:
- Typ dominacyjno-zapewniający - sprawca planuje dokonanie gwałtu, natomiast gdy ofiara nie „realizuje” planu wykształconego w jego głowie, wówczas zaczyna on odczuwać uczucie porażki, które generuje panikę i popycha go do dokonania zbrodni. Jeśli jego fantazje seksualne nie zostały zrealizowane za życia ofiary, to może on dopuścić się ich realizacji po jej śmierci poprzez np. nekrofilię czy mutylacje.
- Typ dominacyjno-asertywny - akt zabójstwa jest dla sprawcy efektem rosnącej agresji, prowadzi do niego seria działań, gdzie czynnikiem popychającym do jego popełnienia jest chęć kontroli i dominacji nad ofiarą. Wyrazem męskości sprawcy jest brutalny gwałt i zabójstwo, mogą pojawić się również pośmiertne akty seksualne.
- Typ gniewno-odwetowy - sprawca planuje zarówno gwałt jak i brutalne zabójstwo ofiary, przy pomocy którego dokonuje wyładowania swojego gniewu albo metaforycznej zemsty na kobiecie, która jest ofiarą. Mechanizmem popychającym sprawcę do zbrodni jest często negatywna przeszłość związana z kobietami, które go poniżały lub miały nad nim kontrolę, najczęściej jest to matka czy żona lub była dziewczyna. Poprzez przeniesienie sprawca wyładowuje swój gniew i złość na kobiecie (ofierze), która posiada pewne cechy podobieństwa zewnętrznego do kobiety, od której uprzednio sprawca doznał krzywd. Ma tendencje do ponownych ataków, gdyż jedna zbrodnia jest niewystarczająca na stłumienie wewnętrznego gniewu.
- Typ gniewno-ekscytacyjny - sprawca planuje gwałt i zabójstwo, natomiast czynnikiem popychającym do popełnienia takiego czynu jest zadawanie bólu czy terroryzowanie ofiary, traktując to jako swego rodzaju wynagrodzenie czy gratyfikację. Największą przyjemność przynosi mu proces torturowania, a nie akt zabójstwa. Dzieli on morderstwo na dwa etapy, pierwszy to zabójstwo i powzięcie pamiątek, a drugi to „przeżywanie” zbrodni na nowo, poprzez masturbację przy oglądaniu przedmiotów zabranych z miejsca zbrodni.

Według modelu Ronalda M. Holmesa i Stephena T. Holmesa, można wymienić dwa typy seryjnych morderców (model ten odzwierciedla typologię przyjętą przez FBI):
- Sprawca zorganizowany socjalny - m.in. planuje morderstwo, precyzuje swoją ofiarę, wiąże ją, usuwa ciało z miejsca zbrodni, pozostawia niewiele śladów.
- Sprawca niezorganizowany asocjalny - m.in. morderstwo jest spontaniczne, ofiara jest niesprecyzowana, nie wiąże ofiary, pozostawia ciało w miejscu zbrodni, zostawia po sobie znaczną ilość śladów.

Oprócz tego, w swoim modelu wyróżniają zabójców, ze względu na motyw popełnienia zbrodni. Istnieją 4 podstawowe typy zabójców:
1. Wizjoner (Visionary), np. Anatolij Onoprijenko (Bestia z Żytomierza), Charles Manson (lider sekty Rodzina Mansona)
2. Misjonarz (Missionary), np. dr John Bodkin Adams (Doktor Śmierć), Ted Kaczynski (Unabomber), Joseph Paul Franklin (Rasistowski zabójca), Maksim Marcinkiewicz(inne języki) (Tiesak), Aileen Wuornos,
3. Hedonista (Hedonistic):
  1. Zabójca z lubieżności (Lust murderer), np. Leszek Pękalski (Wampir z Bytowa), Mariusz Trynkiewicz (Szatan z Piotrkowa), Jeffrey Dahmer (Bestia z Milwaukee), Henryk Kukuła (Monstrum z Chorzowa), Mariusz Sowiński (Wampir ze Stefankowic), Tadeusz Kwaśniak (Ręcznikowy dusiciel)
  2. Zabójca zorientowany na emocje (Thrill oriented killer), np. Kenneth Bianchi i Angelo Buono (Dusiciele z Hillside), Jack Unterweger (Dusiciel z Wiednia), Henryk Rytka (Łomiarz), Konrad S. (Podróżnik)[14], David Berkowitz (Syn Sama, Morderca kaliber .44), Luka Magnotta (Potwór z Montrealu, Vacuum Kitten Killer), Wiktor Sajenko i Ihor Supruniuk (Maniacy z Dniepropetrowska)
  3. Zabójca zorientowany na komfort (Comfort oriented killer), np. dr Harold Shipman (Doktor Śmierć), Andrzej Nowocień (Doktor Ebrantil, jeden z Łowców skór), Tadeusz Grzesik (Truskawka, szef gangu kantorowców), Henryk Moruś (Zabójca z Sulejowa), Elfriede Blauensteiner (Czarna wdowa)
4. Maniak władzy i mocy (Power and control), np. John Wayne Gacy (Killer Clown), Aleksander Piczuszkin (Bitcewski maniak), Carl Panzram.

Podziałowi temu zarzuca się jednak ograniczoną lub znikomą użyteczność w pracy oficerów śledczych, gdyż brak mu oparcia na doświadczeniu empirycznym.

## Metoda obrony przed sądem
Po schwytaniu seryjni mordercy podczas procesu często wnoszą o złagodzenie kary z powodu ich niepoczytalności podczas popełniania morderstw. Ta droga obrony jest mało skuteczna, jednak czasami pozwala wzbudzić współczucie w członkach składu sędziowskiego lub w przysięgłych.

## Seryjne zabójstwo w polskim prawie
Pojęcie seryjnego morderstwa nie funkcjonuje w polskim prawie karnym. Ponadto w Polsce morderstwem przez większą część doktryny jest nazywane jedynie zabójstwo ze szczególnym okrucieństwem, a także popełnione w wyniku motywacji zasługującej na szczególne potępienie.
W znaczeniu kryminologicznym seryjny morderca jest zawsze recydywistą. Zazwyczaj seryjny morderca odpowiada w warunkach realnego zbiegu przestępstw (tzn. popełnił dwa lub więcej przestępstw zanim zapadł pierwszy, chociażby nieprawomocny wyrok i wymierzono za nie kary tego samego rodzaju albo inne podlegające łączeniu), a czasami w warunkach ciągu przestępstw (odmiany realnego zbiegu przestępstw) – tzn. popełnił przestępstwa w podobny sposób, w krótkich odstępach czasu, zanim zapadł pierwszy, chociażby nieprawomocny wyrok).